# Калдусс
Калдусс — река в России, протекает по Белинскому и Каменскому районам Пензенской области. Устье реки находится в 16 км от устья реки Малый Атмис по левому берегу. Длина реки составляет 19 км, площадь водосборного бассейна — 63,8 км².
Река берёт начало у деревни Калдуссы в 24 км северо-восточнее города Белинский. Исток находится на Керенско-Чембарской возвышенности и лежит на водоразделе Волги и Дона — неподалёку от истока Калдусса находятся верховья реки Лёвка. Течёт на северо-восток, вскоре после истока перетекает из Белинского в Каменский район. Протекает деревни Калдуссы и Безруково. На реке несколько плотин с небольшими запрудами. Впадает в Малый Атмис выше села Кевдо-Мельситово.

## Данные водного реестра
По данным государственного водного реестра России относится к Окскому бассейновому округу, водохозяйственный участок реки — Мокша от истока до водомерного поста города Темников, речной подбассейн реки — Мокша. Речной бассейн реки — Ока.
Код объекта в государственном водном реестре — 09010200112110000026936.